# قمر كائري
قمر زمان كائري (5 يناير 1960 - ) هو وزير الإعلام والبث الإعلامي السابق في حكومة باكستان بقيادة لقمان رسول.
قبل أن يرأس وزارة الإعلام، كان وزيرًا لوزارة كشمير والمناطق الشمالية، ثم تولى منصب حاكم مقاطعة غلغت بلتستان بالإنابة عام 2009. بدأ حياته السياسية في عام 2002 في حزب الشعب الباكستاني، وكتب العديد من المقالات حول الفلسفة السياسية ورفع صوت الديمقراطية في البلاد. في عام 2012 أعيد تعيينه مرة أخرى في وزارة الإعلام بعد تعديل وزاري. توفي ابنه أسامة زمان في حادث طريق في 17 مايو 2019.